# Interestatal 90 (Washington)
La Interestatal 90 (I-90), designada como la American Veterans Memorial Highway, es una autopista interestatal transcontinental que va desde Seattle, Washington, hasta Boston, Massachusetts. Cruza el estado de Washington de oeste a este, viajando 298 millas (480 km) desde Seattle a través de las montañas Cascade y hacia el este de Washington, llegando a la línea del estado de Idaho al este de Spokane. La I-90 cruza varias de las otras carreteras principales del estado, incluidas la I-5 en Seattle, la I-82 y la Ruta estadounidense 97 (US 97) cerca de Ellensburg, y las US 395 y US 2 en Spokane.
La I-90 es la única autopista interestatal que cruza el estado de oeste a este, y la única que conecta las dos ciudades más grandes del estado, Seattle y Spokane. Incorpora dos de los puentes flotantes más largos del mundo, el puente conmemorativo de Lacey V. Murrow y el Puente conmemorativo de Homer M. Hadley, que cruzan el lago Washington desde Seattle hasta Mercer Island. La I-90 cruza las cascadas en Snoqualmie Pass, una de las carreteras de paso de montaña más transitadas de los Estados Unidos, y utiliza una serie de viaductos y estructuras para navegar por el terreno. La autopista atraviesa varios paisajes, incluidas las comunidades suburbanos en el área metropolitana de Seattle, los bosques de la Cordillera de las Cascadas y las llanuras altas de Meseta del Columbia.
El pase por Snoqualmie Pass se estableció como un camino para carretas en 1867 y se incorporó a un sendero para automóviles entre estados, conocido como Carretera de Ocaso, a principios de la década de 1910. La Carretera de Ocaso se incorporó al sistema nacional de carreteras en 1926 como parte de la US 10, que la I-90 reemplazó cuando fue designada en 1957. Los primeros segmentos de la autopista, ubicados en Spokane y Spokane Valley, se abrieron aproximadamente al mismo tiempo. y el gobierno estatal completó las actualizaciones de la US 10 a los estándares interestatales para la mayor parte de la ruta a fines de la década de 1970.
La sección de la I-90 entre Seattle y la I-405 en Bellevue se retrasó durante décadas debido a preocupaciones ambientales y demandas de grupos locales sobre el impacto potencial de la autopista en los vecindarios cercanos. Los gobiernos federal, estatal y local llegaron a un acuerdo de compromiso en 1976 para construir un segundo puente flotante sobre el lago Washington e incluir parques extensos sobre las secciones de túneles de la I-90, que se completaron a principios de la década de 1990. El nuevo puente flotante se inauguró en 1989 y transportaba tráfico bidireccional mientras se renovaba el puente flotante original. Los pontones centrales del viejo puente se hundieron durante una tormenta de viento de noviembre de 1990 debido a un error del contratista y fueron reconstruidos durante los siguientes tres años, reabriéndose al tráfico el 12 de septiembre de 1993, marcando la finalización de la carretera transcontinental.

## Descripción
La Interestatal 90 es la autopista sin peaje más larga del estado de Washington, con casi 480 kilómetros (298,3 mi) de longitud, y es la única Interestatal que atraviesa el estado de oeste a este a través de las Cordillera de las Cascadas. Está catalogado como parte del Sistema Nacional de Carreteras, catalogado como importante para la economía nacional, la defensa y la movilidad, y el programa de Carreteras de Importancia Estatal del estado, reconociendo su conexión con las principales comunidades. La Legislatura del Estado de Washington designó la carretera como la "Carretera Conmemorativa de los Veteranos Estadounidenses" en 1991 para honrar a los soldados estadounidenses. Una sección de 160 kilómetros (99,4 mi) de la I-90 entre Seattle y Thorp llamada Mountains to Sound Greenway fue designada en 1998 como National Scenic Byway, en reconocimiento a sus vistas panorámicas.

### Seatlle, Isla Mercer y Bellvue
La I-90 comienza su trayecto en dirección este en la intersección de la avenida Edgar Martinez Drive South (parte de la SR 519) y la 4.ª Avenida Sur en el vecindario SoDo en la zona industrial al sur del centro de Seattle. La intersección vial se encuentra adyacente al T-Mobile Park, estadio del equipo de béisbol Seattle Mariners, e incluye un par de rampas a la SR 519 y una salida adicional a la 4.ª Ave Sur al norte de Royal Brougham Way y cerca de Lumen Field. Las rampas convergen sobre la estación Estadio del Tren Ligero de Seattle adyacente a la terminal de autobuses de King County Metro y que anteriormente estaban unidas por rampas del carril expreso que solo era para autobuses desde el Downtown Seattle Transit Tunnel a la 5.ª Avenida en el Distrito Internacional-Chinatown. La I-90 viaja hacia el este a través de un intercambio importante con la I-5 en la esquina noroeste de Beacon Hill y pasa por debajo del puente José Rizal.
La autopista envuelve el North Beacon Hill por su extremo norte y luego cruza sobre la Avenida Rainier en el sitio de la futura estación del tren ligero Judkins Park, unida por un sendero para bicicletas y peatones de usos múltiples que forma parte del National Scenic Byway Mountains to Sound Greenway. La I-90 viaja luego al este hacia el túnel Mount Baker, un conjunto de túneles que pasan por debajo del parque Sam Smith y el vecindario de Mount Baker Ridge hasta el lago Washington; los cuales también figuran en el Registro Nacional de Lugares Históricos. En el extremo este de los túneles, el tráfico continúa hacia un par de puentes flotantes; los carriles en dirección este son transportados por el puente conmemorativo de Lacey V. Murrow, mientras que los carriles en dirección oeste, el sendero de usos múltiples y las futuras vías del tren ligero son transportados por el más amplio Puente conmemorativo de Homer M. Hadley. Los dos puentes flotantes conectan Seattle con los suburbios del lado este y se encuentran entre los más largos del mundo, con 1,771 metros (5,8 pies) y 2,013 metros (6,6 pies) de longitud, respectivamente.
Desde el extremo este del puente, la I-90 continúa hacia Mercer Island y pasa por debajo de Mercer Island Lid, un parque ajardinado construido sobre una sección curva de la autopista entre West Mercer Way y 76th Avenue Northeast. La I-90 emerge en el centro de Mercer Island, adyacente a su futura estación de tren ligero en la mediana de la autopista con estacionamiento para quienes llegan en automobil y usan el tren. La autopista pasa bajo una tapa más pequeña en Luther Burbank Park y deja la isla a nivel del East Channel Bridge, que cruza un brazo más pequeño del lago Washington hacia Bellevue. La I-90 viaja al sur de Enatai y Beaux Arts Village y se cruza con la Bellevue Way, donde las vías del tren ligero giran hacia el norte desde la autopista, antes de cruzar Mercer Slough y sus humedales. Después de cruzar bajo un puente ferroviario en desuso, programado para ser parte del sendero del corredor ferroviario del lado este, la I-90 y su corto conjunto de carriles colectores-distribuidores se encuentran con la I-405 en un gran intercambio de distribuidores al noroeste de Factory Mall y la sede de T-Mobile. Al sur del campus de la Bellevue College en Eastgate, la I-90 se cruza con la 142nd Place Southeast usando rampas directas desde sus carriles para vehículos de alta ocupación (VAO). Cerca del antiguo aeródromo de Bellevue, la I-90 gira hacia el sureste para correr cuesta abajo desde Cougar Mountain y a lo largo de la orilla del lago Sammamish hacia Issaquah.

## Este de King, Snoqualmie Pass y Kittitas
En el extremo sur del lago Sammamish y al noroeste del centro de Issaquah, la I-90 pasa por el parque estatal asociado al lago Sammamish y se cruza con la SR 900. La autopista viaja a lo largo del extremo norte del centro de Issaquah, zigzagueando hacia el sur y el norte para evitar la cresta de Issaquah Highlands y el oeste de Tiger Mountain. La I-90 sale luego de Issaquah y entra en los densamente boscosos Alpes Issaquah, bordeando el extremo norte del Bosque Estatal de Tiger Mountain al pasar por la comunidad de Preston. Al noreste de Tiger Mountain, la autopista cruza la SR 18 y una calle arterial que conecta con Snoqualmie y Snoqualmie Ridge. La I-90 continúa hacia el sureste pasando el Casino Snoqualmie hasta North Bend, donde se cruza con la SR 202. La autopista viaja alrededor del borde sur de North Bend y la vecina comunidad de Tanner en las estribaciones de Rattlesnake Ridge. La I-90 continúa luego hacia el sureste a lo largo del brazo sur del río Snoqualmie hacia el Bosque Nacional Snoqualmie, que también alberga varios parques estatales y campamentos.
La I-90 continúa en un arco con dirección sur alrededor de varias montañas en la notoria Alpine Lakes Wilderness siguiendo el curso del brazo sur del río Snoqualmie. En el extremo este del arco cerca del área de pícnic de Asahel Curtis, los carriles en dirección este y oeste de la autopista están divididos por una amplia mediana que incluye el campamento de Denny Creek. La I-90 continúa hacia el noreste en dos viaductos elevados y asciende al paso de Snoqualmie, el más bajo de los tres grandes pasos por Las Cascadas del estado de Washington a una altitud de 921 metros (3021,7 pies). Este paso de montaña recibe 28.000 vehículos (incluyendo 6.500 camiones) en un día laborable promedio, lo que la convierte en una de las carreteras de montaña más transitadas de los Estados Unidos. La I-90 cruza también el sendero de la Cresta del Pacífico y la SR 906 al pasar por el paso de Snoqualmie, lo que brinda acceso a la estación de esquí adyacente a Snoqualmie. La autopista viaja hacia el sur en el condado de Kittitas y se cruza con SR 906 Spur en Hyak. La I-90 continúa hacia el sur a través del Bosque nacional de Wenatchee a lo largo de la costa este del lago Keechelus, bajo acantilados escarpados que se cortaron usando voladuras controladas. En el extremo sur del lago, la autopista pasa por debajo de un puente de vida silvestre arqueado de 66 pies de largo (20 m), que es el primero que se construye en el estado de Washington.

## Meseta de Columbia, Spokane
La I-90 cruza hacia la meseta de Columbia en el extremo este del Valle de Kittitas, viajando en dirección este pasando por el Parque Estatal Olmstead Place y la ciudad de Kittitas. La autopista atraviesa una serie de colinas mientras sigue a lo largo del Ryegrass Coulee, incluida un área de descanso en Ryegrass Hill cerca del parque eólico Wild Horse. Luego, la I-90 llega a la ciudad de Vantage, donde pasa por el parque estatal del Bosque Ginkgo Petrificado, una de las mayores colecciones de árboles petrificados del mundo, antes de cruzar el río Columbia por el Puente Vantage. El puente asciende hasta los acantilados en la costa occidental del condado de Grant, donde la I-90 se cruza con la SR 26 y gira hacia el norte a lo largo de Babcock Bench. La autopista pasa luego por varios miradores escénicos del lago Wanapum y el Monumento al Caballo Salvaje, una obra de arte pública colocada en lo alto de una colina hacia el este.
Cerca de Frenchman Coulee y el Anfiteatro Gorge, la I-90 gira al noreste hacia George, donde se cruza con la SR 281 y la SR 283, proporcionando acceso a Quincy y Ephrata, respectivamente. La autopista continúa luego hacia el este a través del condado rural de Grant, paralela a un par de caminos secundarios, pasando por varias dunas de arena, áreas recreativas estatales y el embalse Potholes. La I-90 llega a Moses Lake cruzando el brazo occidental del lago del mismo nombre y cruzando la SR 171, que sirve como la calle principal de la ciudad. Luego, la autopista cruza Pelican Horn y se cruza con la SR 17 antes de salir de la ciudad, recuperando sus carreteras secundarias mientras continúa hacia el este a través del condado rural de Adams siguiendo varios coulees. La I-90 cruza la SR 21 al este del área de descanso de Schrag y continúa hacia Ritzville, donde comienza un extenso paralelo con la US 395. Las dos carreteras se cruzan con la SR 261 y viajan hacia el noreste a lo largo del ferrocarril BNSF, que lleva los trenes Empire Builder de Amtrak, hasta Sprague Lake en el condado de Lincoln. En Sprague, la I-90 se cruza con la SR 23 justo al sur de su cruce con la SR 231. Desde Sprague, la autopista pasa el Área de Recreación Fishtrap y cruza hacia el Condado de Spokane, donde alterna entre los intercambios con la SR 904 y la SR 902, que forman bucles que sirven Medical Lake y Cheney, respectivamente.